# Ретиро (Мадрид)
Ретиро (исп. Retiro) — городской район Мадрида под номером 3, расположенный в центре города. Граничит с городскими районами Сентро, Аргансуэла на западе, Саламанка — на севере, Пуэнте-де-Вальекас — на востоке и Мораталас — на юге.

## Административное деление

Административное деление района

Район делится на 6 подрайонов (исп. barrios):
- Пасифико
- Адельфас
- Эстрелья
- Ибиса
- Херонимос
- Ниньо Хесус.

## Достопримечательности
Основную часть района, построенного в XIX веке, примерно в то же время, что и район Саламанка, занимает грандиозный парк Буэн-Ретиро, одна из главных достопримечательностей Мадрида. Парк Буэн-Ретиро площадью 120 га изначально примыкал к одноимённому дворцу Филиппа IV (1621—1665) и служил местом придворных увеселений, праздничных балов и театральных представлений. В XIX веке во время наполеоновских войн парк и постройки в нём были разрушены, затем в течение века были восстановлены, и сейчас парк Буэн-Ретиро — одно из любимых мадридцами мест отдыха. Здесь находится Розовый сад (исп. La Rosaleda) и озеро с памятником королю Альфонсу XII, а также различные спортивные площадки. В 2015 году район Ретиро предложен правительством Испании для включения в список Всемирного наследия ЮНЕСКО.

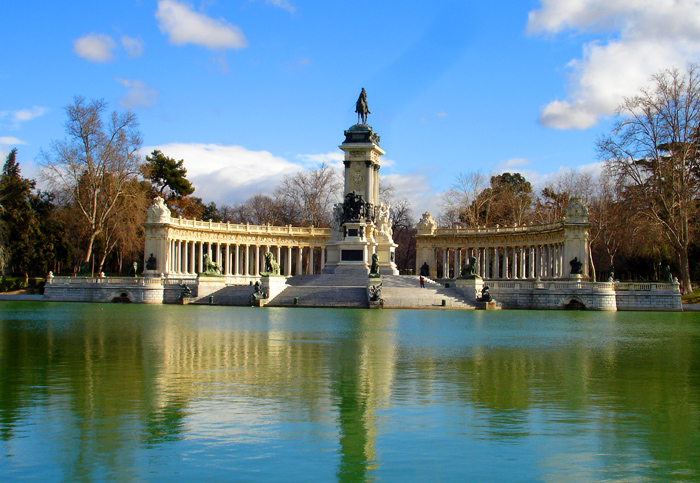
Парк Буэн-Ретиро, озеро с памятником королю Альфонсо XII